# A ciascuno il suo (film)
(Elio Petri, 1979)
A ciascuno il suo è un film del 1967 diretto da Elio Petri, liberamente ispirato all'omonimo romanzo di Leonardo Sciascia.
Questo film segna l'inizio del fortunato sodalizio artistico fra Elio Petri, Ugo Pirro e Gian Maria Volonté.

## Trama
In un paese della Sicilia (Cefalù in provincia di Palermo), durante una battuta di caccia vengono uccisi due uomini, il farmacista Manno e il dottor Roscio. Poiché il primo aveva ricevuto diverse lettere minatorie dalla mafia, a causa delle sue presunte relazioni extraconiugali, si giunge alla conclusione che l'obiettivo della mafia fosse lui, mentre il secondo solo un testimone, vittima innocente. Le indagini seguono la pista del delitto d'onore e portano all'arresto del padre e dei fratelli di Rosina, servetta adolescente sedotta da Manno.

Gian Maria Volonté e Irene Papas in una scena del film

Paolo Laurana, insegnante liceale che lavora a Palermo, poco inserito nella vita di paese, con un passato di militanza comunista, considerato asociale ma innocuo dalle forze dell'ordine, è convinto che la storia non sia così semplice come appare, perché prima degli omicidi aveva potuto vedere una delle lettere minatorie ed aveva notato che le lettere di giornale con cui era composta provenivano da una copia dell'Osservatore Romano, un'improbabile lettura per gli accusati, pastori analfabeti. Rende partecipi dei propri sospetti Luisa, la vedova del dottor Roscio, forse il vero obiettivo dell'assassino, e il cugino di lei, l'avvocato Rosello, importante notabile del luogo. Mentre la prima aiuta Laurana nella sua indagine personale, Rosello accetta di prendersi carico della difesa degli innocenti agli arresti.
Laurana incontra gli unici destinatari locali del quotidiano vaticano: il curato di Sant'Amo, religioso di scarsa vocazione, votato piuttosto a salvare dalle piccole chiese di campagna oggetti artistici a favore di facoltosi collezionisti privati, che gli è d'aiuto nel capire che sotto le placide apparenze della vita del paese si nascondono intrighi pericolosi; e l'arciprete, zio di Luisa e Rosello, che li ha cresciuti come figli.
Prosegue le sue indagini a Palermo, dove l'antica amicizia con un deputato comunista gli permette di scoprire che Roscio si era recato a Roma per denunciare le attività illegali di qualcuno di cui però non aveva fatto in tempo a rivelare il nome. Presso il padre di Roscio, luminare della medicina ridotto alla cecità, trova il diario nel quale l'assassinato ha preso nota di una serie di accuse a carico dell'avvocato Rosello. Quando poi vede quest'ultimo in compagnia di Raganà, un boss mafioso, si convince definitivamente che il mandante dell'omicidio sia proprio colui che è riuscito a sviare brillantemente qualsiasi sospetto con la generosa difesa dei presunti assassini.
Laurana decide di rivelare a Luisa il contenuto del diario, depositato per precauzione in una cassetta di sicurezza, esprimendole però anche le proprie perplessità sul suo stretto rapporto con il cugino. Lei ammette che da giovani erano stati sentimentalmente legati, ma lo zio arciprete aveva impedito che si potessero sposare e l'aveva costretta ad un matrimonio con un uomo che non aveva mai amato. Luisa sembra disposta, malgrado questo, a sostenerlo nelle accuse contro Rosello, e Laurana è ben pronto a credere alla donna di cui si è infatuato.
Ma questa attrazione gli è fatale: dopo essere scampato ad un primo tentativo di Rosello di liberarsi definitivamente di lui, commette l'errore di raccontare a Luisa che si è salvato solo grazie ad un bluff, vantando l'esistenza di un diario delle proprie indagini che in realtà non esiste. La donna lo tradisce abbandonandolo al proprio destino in un luogo solitario, dove viene raggiunto dai sicari che lo uccidono con dell'esplosivo.
Qualche tempo dopo, si celebra lo sfarzoso matrimonio dei cugini Rosello e Luisa. Tra i presenti alla celebrazione, c'è chi ha capito tutto degli eventi e commenta amaramente la stupidità di Laurana, vittima di un intrigo più complicato di quanto lo sprovveduto professore potesse immaginare.

## Distribuzione e riconoscimenti
Presentato in concorso al 20º Festival di Cannes, il film ha conquistato il premio per la migliore sceneggiatura ed è stato protagonista ai Nastri d'argento 1968, con quattro premi vinti: regista del miglior film, migliore sceneggiatura, miglior attore protagonista (Gian Maria Volonté) e miglior attore non protagonista (Gabriele Ferzetti).

## Critica
«Forse il miglior film di uno dei più lucidi cineasti d'impegno sociale dell'epoca», secondo Il Mereghetti - Dizionario dei film, che ne loda la complessità narrativa, l'appassionata descrizione d'ambiente e gli ottimi interpreti, il film si fa notare soprattutto per la forma, in particolare per l'uso insistito dello zoom, che all'epoca gli valse la feroce critica di Maurizio Ponzi, mentre al contrario Sandro Zambetti su Cineforum considerò l'uso di grandangoli e teleobiettivi perfettamente coerente con la narrazione, efficace nel rendere con gli improvvisi avvicinamenti della macchina da presa la prospettiva di un osservatore distaccato che penetra nella vicenda, coglie i momenti rivelatori, scopre i lati nascosti dei personaggi. Il Morandini. Dizionario dei film lo definisce «un linguaggio aggressivo con forzature ottiche e sonore che possono infastidire per una loro schematica violenza espressiva».

## Curiosità
- Alla sua uscita nelle sale cinematografiche il film fu bloccato e subì un ritardo nella programmazione per l'immediato sequestro del suo manifesto. Petri, indignato, commentò ai giornalisti l'accaduto con queste parole: "Una scena normalissima, i due giovani sdraiati su un prato, lui le tiene un braccio sotto la nuca e tenta di baciarla e lei, vestitissima, si sottrae; nel movimento, si vedono un pochino le gambe. Tutto qui. Eppure sono stati rapidi come razzi in questa nostra Italia dove per far qualsiasi cosa ci vogliono secoli. È perlomeno sospetto."[9]